# Serra Carbonera
A Serra Carbonera (em castelhano: Sierra Carbonera) é uma pequena cadeia de montanhas localizada na província de Cádis, na Espanha, na fronteira entre os municípios de São Roque e La Línea de la Concepción, ao norte do rochedo de Gibraltar. Se eleva a uma altitude máxima de 311 metros (1 020 pés) no cume de Carboneras, que é ocupado por uma instalação de radiocomunicação.

## Descrição
A serra é conhecida por suas belas vistas da região, estendendo-se em dias claros até Ceuta e Tetuão, no Marrocos, no outro lado do estreito de Gibraltar. Uma torre de vigia do século XVI ficou em seu cume mais alto até 1967, quando foi demolida. A torre de vigia era conhecida localmente como Cadeira da Rainha (Sillón de la Reina), refletindo a lenda de que era usada por Leonor de Gusmão, a famosa amante do rei Afonso XI de Castela (que viveu, no entanto, 200 anos antes da construção da torre). A serra era originalmente coberta por árvores, mas foram cortadas, deixando as encostas desnudadas, devido à exploração madeireira em grande escala para a produção de carvão. O nome Carbonera reflete esta antiga indústria.